# برونو (مقر القيادة)
مقر القيادة برونو (PC Bruno) كان مركز مخابرات فرنسية بولندية يعمل خارج باريس خلال الحرب العالمية الثانية. كانت تعمية الرسائل الألمانية المعماة تفك في هذا المركز، وخصوصًا الرسائل المعماة باستخدام آلة إنجما، PC هو اختصار للمصطلح الفرنسي (Poste de Commandement) بمعنى مقر القيادة.
عمل مقر القيادة برونو على بعد 40 كيلومتر شمال شرق باريس، من تشرين الأول 1939 حتى حزيران 1940، حتى خلال الاجتياح الألماني لفرنسا (أيار-حزيران 1940. ولقد ترأسه ضابط الاستخبارات اللاسلكية من الجيش الفرنسي كوستاف بيرنارد، وعمل فيه 15 بولنديًا و50 فرنسيًا.
في حزيران 1939، تبادل قادة مكتب التعمية البولندي المعلومات مع الاستخبارات الفرنسية والبريطانية حول نتائج البولنديين في اختراق إشارات آلة إنجما العسكرية الألمانية. وضع البريطانيون العاملون في حديقة بلتشلي خارج لندن، جهودهم في قراءة إنجما فيرماخت ولوفتفاف، وذلك خلال الحرب العالمية الثانية في بولندا، وخلال (Phony War) قبل الاجتياح الألماني لفرنسا.
معظم أعضاء مكتب التعمية البولندي تدبروا أمرهم للوصول إلى فرنسا والتحقوا بمقر القيادة برونو. وفي كانون الثاني 1939، أثناء زيارة المقدم كويدو لانجير والنقيب في القوى الجوية الفرنسية هنري براكني للندن وحديقة بلتشلي، طلب البريطانيون التحاق علماء الشفرة البولنديين بهم، لكن لانجر قرر بقائهم حيث توجد القوى البولندية على الأرض الفرنسية(Kozaczuk, 1984 Enigma, pp. 84, 99.).